# José Luis Fernández Alonso
José Luis Fernández Alonso (Encinas de Esgueva, provincia de Valladolid, 1959) es un botánico español de nacimiento y colombiano de adopción.

## Biografía
Nacido en Encinas de Esgueva, una población del noroccidente de la provincia de Valladolid (España) se licencia en Biología por la Universidad de Salamanca, trabaja durante un tiempo en el Real Jardín Botánico de Madrid, bajo la dirección de Santiago Castroviejo, con quién concluyó en 1985, la tesis de grado de una "Flórula del Noroccidente de la provincia de Valladolid", y en 1993 la tesis de Doctorado (monografía del género neotropical Aragoa - familia Scrophulariaceae).
En el Real Jardín Botánico de Madrid, entra en contacto con la flora neotropical a través de los herbarios históricos de Mutis, Ruiz y Pavón e Isern (de Colombia, Perú, Chile y Ecuador), despertando su interés sobre la Flora de esta región y sobre todo enfocado en la familia Scrophulariaceae.
En 1986, se traslada a Colombia y trabaja primero como becario y después 1987-1990 como Botánico Cooperante de la AECI, en el « Proyecto Flora de la Real Expedición Botánica del Nuevo Reino de Granada », en el Instituto de Ciencias Naturales de la Universidad Nacional de Colombia.
Entre 1991 y 2009, ejerce la docencia y la investigación en el Instituto de Ciencias Naturales, Facultad de Ciencias de la Universidad Nacional de Colombia, en Bogotá, capacitando a nuevos biólogos en el área de la taxonomía vegetal y de la flora colombiana.
En el Instituto de Ciencias fue Curador General del Herbario Nacional Colombiano (COL), en el periodo de 1996 al 2000 e interactúa con otros herbarios regionales de otras Universidades del país (AFP, BOG, CAUP, COAH, CUVC, FAUC, FMB, HECASA, HUA, HUQ, JAUM, MEDEL, PSO, SURCO, UIS, UPTC, UTMC y VALLE) donde han sido depositadas muchas de sus colecciones de plantas vasculares.
A partir del 2009, ingresa al CSIC como investigador (Científico Titular) en su sede del Real Jardín Botánico de Madrid para trabajar en Biodiversidad Vegetal en Áreas Tropicales.

## Obra
Estudios sobre los grupos de Lamiales (Labiatae y Scrophulariaceae) y Malvales (Bombacaceae) del ámbito neotropical.
Revisión de algunos géneros concretos o grupos puntuales de otras familias como Brassicaceae, Cactaceae, Rhamanaceae o Trigoniaceae.
- 1987 ESCROFULARIÁCEAS. En: Flora de la Real Expedición Botánica del Nuevo Reino de Granada, Tomo XXXIX. Madrid. I-IX, 92 pp., 68 lam.
- 1992 BIGNONIACEAE, pp. 1-50, lam. 1-27, en: Flora de la Real Expedición Botánica del Nuevo Reino de Granada, Tomo XLI.
- 1992 - LENTIBULARIACEAE, pp. 51-59, lam. 28-29, en: Flora de la Real Expedición Botánica del Nuevo Reino de Granada, Tomo XLI
- 1992 - Referencias documentales de la Expedición Botánica de ACANTHACEAE pp. 63-122 (pp.), en : Flora de la Real Expedición Botánica del Nuevo Reino de Granada”, Tomo XL
- 1995. Scrophulariaceae-Aragoeae. Flora de Colombia 16. 220 pp. Instituto de Ciencias Naturales, Bogotá
- 1996 - Un vistazo a la vegetación del cerro de Usaquén, pp. 146-148, en Montes, L. & P. Equiluz (eds.) “El Cerro, frontera abierta. Recorrido ecológico por el Cerro de Usaquén” Editorial Santillana, Bogotá
- 1996 - Un gran grupo de familias: las Tubifloras (Subclase Asteridae), ” pp. 151-157, en Montes, L. & P. Equiluz (eds.): El cerro, frontera abierta. Recorrido ecológico por el Cerro de Usaquén, Editorial Santillana, Bogotá
- 1999 - Reserva Nambí, Nariño, Colombia. Guía para principiantes. Hojas, pp. 1-2. Flores y Frutos pp. 1-2. Environem. & Conserv. Progr. Field Museum Chicago. EE. UU.
- 2000 - Labiatae, Primulaceae, Orobanchaceae y Scrophulariaceae. En: O. Rangel-Ch. (ed.). La Región de vida paramuna de Colombia. Diversidad Biótica III. Bogotá. pp. 262-267, 309, 335-336, 349-359
- 2003. “Algunos patrones de distribución y endemismo en plantas vasculares de los páramos de Colombia”. pp. 213-240: Libro de Memorias Congreso Mundial de Páramos, tomo I, Simposio Historia Natural y aspectos biogeográficos del páramo. Bogotá
- 2004 - “Catálogo de espermatofitos del Chocó biogeográfico”, pp. 105-439, en O. Rangel (ed.): Colombia Diversidad Biótica IV. El Chocó biogeográfico / Costa pacífica. (en coautoría con J. O. Rangel, O. Rivera, D. Giraldo, C. Parra, J. C. Murillo, J. Sarmiento, G. Galeano y R. Bernal). en prensa
- 2006. “Catálogo de la flora de la región de Bahía Honda (Veraguas, Panamá), pp. 177-317, en: S. Castroviejo & A. Ibáñez (eds.) Estudios sobre la biodiversidad de la región de Bahía Honda (Veraguas, Panamá). Autores: A. Ibáñez, S. Castroviejo, J. L. Fernández Alonso & M. Correa)
- 2006. “Labiatae. pp. -------. en: Libro Rojo de las Plantas de Colombia Vol. 3. Serie Libros rojos de especies amenazadas de Colombia. Instituto Alexander von Humboldt, Instituto de ciencias naturales de la U. Nacional de Colombia, Ministerio de Medio Ambiente, Vivienda y Desarrollo territorial, Bo

- La abreviatura «Fern.Alonso» se emplea para indicar a José Luis Fernández Alonso como autoridad en la descripción y clasificación científica de los vegetales.[2]